# Bidsjaagiin Daschgai
Bidsjaagiin Daschgai (mongolisch Бизъяагийн Дашгай; * 5. Januar 1935 in Khövsgöl) ist ein früherer mongolischer Biathlet und Skilangläufer.
Bidsjaagiin Daschgai gehörte zum 13 Sportler umfassenden Aufgebot der Mongolei, das 1964 erstmals an Olympischen Winterspielen teilnahm. Daschgai startete über 30 Kilometer im Skilanglauf und platzierte sich inmitten seiner drei mongolischen Landsmänner auf dem 58. von 66 Plätzen. Im Biathlon-Einzel wurde er als zweitbester Mongole 42., leistete sich dabei jedoch zehn Schießfehler, die ihm 20 Strafminuten einbrachten und eine bessere Platzierung verhinderten. Als einer der stärkeren mongolischen Biathleten konnte sich Daschgai nochmals für die Olympischen Winterspiele 1968 in Grenoble qualifizieren und belegte dort im Einzel den 52. Rang.